# NGC 7268A
NGC 7268A је елиптична галаксија у сазвежђу Јужна риба која се налази на NGC листи објеката дубоког неба.
Деклинација објекта је - 31° 12' 1" а ректасцензија 22h 25m 42,2s. Привидна величина (магнитуда) објекта NGC 7268 износи 14,5 а фотографска магнитуда 15,5. NGC 7268A је још познат и под ознакама ESO 467-57A, MCG -5-53-2, PGC 68839, PGC 68848.